# Ioan al X-lea al Antiohiei
Patriarhul Ioan al X-lea (n. 1 ianuarie 1955, Latakia, Siria) este actualul patriarh al Bisericii Antiohiei, cu sediul la Damasc.